# Sebastiano Zanetti
Sebastiano Zanetti es un deportista italiano que compitió en remo como timonel. Ganó una medalla de oro en el Campeonato Mundial de Remo de 1987, en la prueba de ocho con timonel ligero.

## Palmarés internacional
| Campeonato Mundial | Campeonato Mundial     | Campeonato Mundial | Campeonato Mundial      |
| Año                | Lugar                  | Medalla            | Prueba                  |
| ------------------ | ---------------------- | ------------------ | ----------------------- |
| 1987               | Copenhague (Dinamarca) | Medalla de oro     | Ocho con timonel ligero |